# Gilles Ferry
Pour les articles homonymes, voir Ferry.
Gilles Ferry, né le 1er avril 1917 à Paris et mort le 22 juin 2007 à Eaubonne, est un professeur de sciences de l'éducation français.

## Biographie
Gilles Ferry est élève en khâgne puis étudie la philosophie. Il est proche du groupe de la revue Esprit dans les années 1930,. Il est fait prisonnier au commencement de la Seconde Guerre mondiale ; ayant réussi son évasion, il travaille comme formateur (1941), puis directeur du bureau d'études (1945) à l'école des cadres d'Uriage. Après la guerre, il devient formateur à Air France (1946), puis enseignant en lycée, avant d'être nommé à l'École normale de Rouen.
Il enseigne la psychologie à l'École normale d'éducation physique féminine de Châtenay-Malabry (1955-1965), puis la psychologie sociale et les sciences de l'éducation (1965 et 1982) à l'université Paris-Nanterre, où il fonde, avec Jean-Claude Filloux, le département des sciences de l'éducation. Il prend sa retraite en 1986.
Il est rédacteur en chef de la revue L'Éducation nationale de 1960 à 1963,.

## Publications
- Une expérience de formation de chefs : le stage de six mois à Uriage, Paris, Le Seuil, coll. « La Vie neuve », 1945, 141 p. (BNF 32102425)
- La Pratique du travail en groupe : une expérience de formation d'enseignants, éditions Dunod, 1970, 256 p. (ISBN 978-2-04-005492-2)
- La Non-directivité, CIEP, 1974, 43 p. (ASIN B0014LHJSA)
- Le psychosociologue dans la classe, éditions Dunod, 1er janvier 1984 (ASIN B003N8M9XW)
- Le trajet de la formation, éditions Dunod, 19 juin 1988, 112 p. (ISBN 978-2-04-015481-3)
- Partance, L'Harmattan, 1994  (ISBN 2-7384-2423-6)
- Le franchissement : et autres nouvelles, éditions Le Mot de passe, 1997, 122 p. (ISBN 978-2-910360-18-4)
- Sonia et autres nouvelles, éditions Encre Lumiere, 15 juin 2003, 111 p. (ISBN 978-2-915235-03-6)
- Le trajet de la formation : les enseignants entre la théorie et la pratique  (préf. Philippe Meirieu), éditions L'Harmattan, 1er novembre 2003, 132 p. (ISBN 978-2-7475-4383-5, lire en ligne)